# Tiago Galvão
Tiago Galvão, né le 24 août 1989 à São Paulo, est un footballeur brésilien. Il évolue au Alashkert FC au poste de milieu offensif.

## Biographie
Thiago participe aux tours préliminaires de la Ligue des champions et de la Ligue Europa avec le club moldave du Sheriff Tiraspol.
Il inscrit 27 buts dans le championnat de Serbie.

## Palmarès
- Vainqueur de la Coupe de Moldavie en 2015 avec le Sheriff Tiraspol